# 舍夫琴科韋 (馬林區)
50°52′12″N 29°3′6″E / 50.87000°N 29.05167°E
舍夫琴科韋（烏克蘭語：Шевченкове），是烏克蘭北部的村莊，隸屬日托米爾州的科羅斯滕區。該村始建於1925年，面積1.27平方公里，海拔高度183米，2001年人口218，人口密度每平方公里172.06人。